# Сен-Шели-д’Обрак (кантон)
Сен-Шели́-д’Обра́к (фр. Saint-Chély-d'Aubrac) — кантон во Франции, находится в регионе Юг — Пиренеи, департамент Аверон. Входит в состав округа Родез.
Код INSEE кантона — 1232. Всего в кантон Сен-Шели-д’Обрак входят 2 коммуны, из них главной коммуной является Сен-Шели-д’Обрак.

## Коммуны кантона
| Коммуна          | Население, чел. (2006) | Почтовый индекс | Код INSEE |
| ---------------- | ---------------------- | --------------- | --------- |
| Кондом-д’Обрак   | 317                    | 12470           | 12074     |
| Сен-Шели-д’Обрак | 546                    | 12470           | 12214     |

## Население
Население кантона на 2006 год составляло 863 человека.
| 1962  | 1968  | 1975 | 1982 | 1990 | 1999 | 2006 | 2007 |
| ----- | ----- | ---- | ---- | ---- | ---- | ---- | ---- |
| 1 062 | 1 197 | 988  | 892  | 896  | 881  | 863  | —    |